# Tord Göransson
Tord Ernst Teodor Göransson, född 19 februari 1910 i Lund, död 31 juli 1997 i Stockholm, var en svensk jurist och diplomat.

## Biografi
Göransson var son till överläkaren Ernst Göransson och Ingeborg Lindström. Han tog juris kandidatexamen i Stockholm 1933, blev attaché vid Utrikesdepartementet (UD) 1934, tjänstgjorde i London 1934, vid UD 1936, var andre sekreterare där 1939 (tillförordnad 1938), tillförordnad förste sekreterare 1940, tillförordnad förste legationssekreterare i Rom 1942, förste sekreterare vid UD 1944 (tillförordnad 1943), blev byråchef 1948 (tillförordnad 1946), beskickningsråd i Oslo 1948, Bonn 1952–1959, sändebud i Jakarta, jämväl Kuala Lumpur och Manila 1959–1962, Mexico City 1962–1969, jämväl Managua, San José och San Salvador 1962–1964 samt Havanna 1964–1969, Bryssel och Luxemburg 1969–1976. Han fick ministre plénipotentiaires namn 1956.
Han var sekreterare vid handelsavtalsförhandlingar med Danmark 1937–1940, Finland 1944, sekreterare och ombud vid handelsförhandlingar med olika länder 1945–1949.
Tord Göransson är begraven på Sankt Johannes kyrkogård i Stockholm.

## Utmärkelser
- Riddare av Nordstjärneorden (RNO) [5]
- Kommendör av Danska Dannebrogsorden (KDDO) [5]
- Kommendör av Italienska kronorden (KItKrO) [5]
- Kommendör av Norska Sankt Olavsorden (KNS:tOO) [5]
- Officer av Lettiska Tre stjärnors orden (OffLettSO) [5]
- Officer av Nederländska Oranien-Nassauorden (OffNedONO) [5]
- Officer av Polska orden Polonia Restituta (OffPolRest) [5]